# Goodmayes
Goodmayes est un district de Ilford située au nord-est de Londres, dans le borough londonien de Redbridge.